# Girardinus
Girardinus is een geslacht van straalvinnige vissen uit de familie van de levendbarende tandkarpers (Poeciliidae).

## Soorten
- Girardinus creolus Garman, 1895
- Girardinus cubensis (Eigenmann, 1903)
- Girardinus denticulatus Garman, 1895
- Girardinus falcatus (Eigenmann, 1903)
- Girardinus metallicus Poey, 1854
- Girardinus microdactylus Rivas, 1944
- Girardinus uninotatus Poey, 1860